# Јунион Сентер (Висконсин)
Јунион Сентер (енгл. Union Center) град је у америчкој савезној држави Висконсин.

## Демографија
По попису из 2010. године број становника је 200, што је 14 (-6,5%) становника мање него 2000. године.
| Група             | 2000.       | 2010.       |
| Белци             | 210 (98,1%) | 196 (98,0%) |
| Афроамериканци    | 0 (0,0%)    | 0 (0,0%)    |
| Азијати           | 0 (0,0%)    | 3 (1,5%)    |
| Хиспаноамериканци | 3 (1,4%)    | 1 (0,5%)    |
| Укупно            | 214         | 200         |